# Долкур
Долкур (фр. Dolcourt) насеље је и општина у североисточној Француској у региону Лорена, у департману Мерт и Мозел која припада префектури Тул.
По подацима из 2011. године у општини је живело 100 становника, а густина насељености је износила 16,16 становника/km². Општина се простире на површини од 6,19 km². Налази се на средњој надморској висини од 400 метара (максималној 432 m, а минималној 283 m).

## Демографија
| 1962. | 1968. | 1975. | 1982. | 1990. | 1999. | 2011. |
| ----- | ----- | ----- | ----- | ----- | ----- | ----- |
| 84    | 87    | 66    | 78    | 83    | 92    | 100   |

График промене броја становника у току последњих година